# Araeomolis persimilis
Araeomolis persimilis là một loài bướm đêm thuộc phân họ Arctiinae, họ Erebidae.